# Funk-Versuchs-Kommando
Das Funk-Versuchs-Kommando (FVK) war der Deckname einer von der Reichsmarine in Warnemünde aufgestellten illegalen Einheit zur Ausbildung von fliegendem Personal. Das FVK wurde auch nach seinem ersten Leiter Gruppe Geisler genannt.

## Geschichte
1928 wurde das FVK eingerichtet und bestand zunächst für die vorgesehene Ausbildungszeit von zwei Jahren bis 1930. Das FVK wurde dafür an der ebenfalls getarnten Warnemünder Zweigstelle der Deutschen Verkehrsfliegerschule (DVS) angesiedelt, die die vorhandene Infrastruktur des Seeflugzeug-Versuchskommandos (SVK) der Kaiserlichen Marine nutzte.
Anschließend wurden von 1930 bis 1934 zwei Gruppen mit je zehn aktiven Seeoffizieren und eine Gruppe mit acht aktiven Unteroffizieren als Piloten und Beobachter ausgebildet. Der Name FVK blieb dabei erhalten.
1934 wurde alle Seefliegereinrichtungen unter dem Decknamen Luftamt in Kiel zusammengefasst. Diese Dienststelle war das getarnte spätere Luftkreiskommando VI (See) unter Konteradmiral Konrad Zander.

## Aufgaben und Ergebnis
Mit der Einrichtung erarbeitete das FVK Vorschriften für die Zusammenarbeit von Marine und Seefliegerei und führte die Ausbildung von Seeoffizieren zu Piloten und Beobachtern auf Schulflugzeugen aus.
Um weitere Erfahrungen zu sammeln, besuchten die Mitglieder des FVKs andere Staaten.
Neben der Ausbildung der Piloten und Beobachter konnten in der FKV Erkenntnisse für die Konstruktion von Seeflugzeugen gesammelt werden. Durch die Ausbildung wurde der Personalstamm für die späteren Seeluftstreitkräfte gebildet.

## Mitglieder des FVKs
Das FVK bestand anfangs aus acht Seeoffizieren, die sich freiwillig gemeldet hatten. Für die Tätigkeit wurden sie offiziell aus der Rangliste entfernt. Die Mitglieder erhielten die Zusage, dass sie in die Marine zurückkehren konnten und im Wechsel Bordkommandos erhalten würden. Dies konnte aber nicht eingehalten werden, genauso wenig, wie eine Übernahme auf den geplanten Flugzeugträger.
Leiter der FVK war Korvettenkapitän Hans Geisler.
Mitglieder waren von 1928 bis 1930:
1. Oberleutnant zur See Eugen Bischoff (später Oberst der Luftwaffe)
2. Oberleutnant zur See Hermann Jordan (später Oberst der Luftwaffe und Kapitän zur See der Kriegsmarine)
3. Oberleutnant zur See Heinz von Holleben (1926 erster illegal für die Reichsmarine an der Verkehrsfliegerschule ausgebildeter Flugzeugführer, später Oberst der Luftwaffe)
4. Oberleutnant zur See Hans Geisse
5. Oberleutnant zur See Otto Schroeder-Zollinger
6. Oberleutnant zur See Hermann Busch
7. Oberleutnant zur See Heinrich Minner (später Oberst der Luftwaffe)

## Bekannte Personen (Auswahl)
- Wolfgang von Wild: 1930 Ausbildung zum Beobachter
- Helmut Bertram: von 1932 bis 1934 Flugzeugführer und Beobachter im FVK